# Chiba (prefektura)
Chiba (japanski: kanji 千葉県, romaji: Chiba-ken) je prefektura u današnjem Japanu. 
Nalazi se na istočnoj obali središnjeg dijela otoka Honshūa. Nalazi se u chihō Kantō.
Glavni je grad Chiba.
Organizirana je u 8 okruga i 40 općina. ISO kod za ovu pokrajinu je JP-12.
1. rujna 2010. u ovoj je prefekturi živjelo 6,201.046 stanovnika.
Noda (野田) je grad u prefekturi Chiba.
Simboli ove prefekture su cvijet uljane repice, drvo kusamaki, ptica sibirski livadni vrabac (Emberiza cioides) i riba ljuskavka.